# Савез народног препорода
Савез народног препорода (СНП), је бивша парламентарна политичка странка у Републици Српској. Странка је основана априла 2002. године у Бањој Луци, од стране Мирка Бањца бившег члана Српске демократке странке.
Крајем те 2002. године на изборима за народне посланике, странка осваја један посланички мандат у Народној скупштини РС. У прољеће 2003. године цјелокупно чланство странке приступа Демократском народном савезу.

## Резултати
| Избори | # гласова | % од изашлих | # посланика |
| ------ | --------- | ------------ | ----------- |
| 2002   | 6.449     | 1.3%         | 1/83        |